# Scanadu
Scanadu es una compañía que produce tecnología médica para los consumidores. Se fundó un poco antes del 2011 por Walter de Brouwer, Sam De Brouwer y Misha Chellam en Silicon Valley. A mediados del 2011, Scanadu instaló un laboratorio en el Centro de Investigación Ames de la NASA en Mountain View, California para agrandar su compañía.
Un prototipo del primer producto de Scanadu, the Scanadu Scout, se dio a conocer el 29 de noviembre de 2012. Es un dispositivo electrónico diseñado para medir distintos parámetros fisiológicos como la temperatura, ritmo cardíaco, oxigenación de la sangre, frecuencia respiratoria, ECG y la presión sanguínea. El precio esperado para el producto es de $199 dólares.  La meta de Scanadu era habilitarlo para marzo del 2014 para aquellos que lo pre-ordenaran por Indigogo y después, para clientes en general. Scanadu busca la aprobación de la Administración de Alimentos y Medicamentos (FDA) de EE. UU antes de introducirlo en mercado para asegurar precisión de grado clínico.   Finalmente el dispositivo comenzó a distribuirse en febrero de 2015.

## Productos
El 29 de noviembre de 2012, la compañía dio a conocer un conjunto de nuevas herramientas para “revolucionar la asistencia sanitaria de los consumidores".  El Scanadu Scout es un dispositivo ligero que es puesto tocando la sien del paciente y presume ser capaz de regresar los signos vitales básicos en menos de 10 segundos. Project ScanaFlo es una prueba de análisis de orina para condiciones como preeclampsia, diabetes gestional, insuficiencia renal e infecciones en las vías urinarias. Project ScanFlu es utilizado cuando un paciente muestra síntomas de gripe. La prueba de saliva busca escarlatina, influenza A y B, adenovirus y VSR. El conjunto de productos, originalmente concebidos en colaboración con IDEO,, están siendo diseñados por el galardonado diseñador industrial Yves Behar.
La visión a largo plazo de Scanadu es combinar una amplia gama de sensores eléctricos y bioquímicos con algoritmos inteligentes para crear una Tricorder de la vida real. En consecuencia, la empresa es mencionada por ser uno de los principales candidatos a ganar los $10 millones de dólares del premio Qualcomm Tricorder X. Otra meta de Scanadu es desarrollar un grupo de usuarios dispuestos a compartir sus resultados médicos, como la frecuencia cardiaca y el estrés durante muchos años. La idea es ayudar a habilitar la medicina personalizada al generar mucha información sobre la relación que existe entre las lecturas como la respiración, el consumo de oxígeno y la temperatura, antes de la aparición de una enfermedad.
La necesidad de un producto como el Scanadu Scout surgió del CEO Walter de Brouwer en el 2003, después de que su hijo de 5 años se cayera de aproximadamente 40 ft. y cayera en un coma durante 11 semanas. De Brouwer aprendió que ningún dato sobre la salud de su hijo estaba siendo consolidado para analizarlo de manera colectiva. “Para alguien del mundo de la tecnología, esto era algo de la época de los dinosaurios." le mencionó a The New York Times.

## Personal
La empresa fue cofundada por el CEO de Walter De Brouwer y su esposa Sam De Brouwer. Previamente Walter De Brouwer creó el instituto de investigación azul cielos Starlab. . Previamente Walter De Brouwer creó el instituto de investigación azul cielos Starlab. Antes de Scanadu, Walter De Brouwer fundó PING, que fue vendida a EUnet. También fundó el sitio electrónico para contrataciones Jobscape, que se fusionó con sitios similares para formar Stepstone.
La cofundadora y exdirectora de operaciones Misha Chellam dejó Scanadu en el verano del 2012. Otras personas notables que participan en la compañía incluye al director médico el Dr. Alan Greene, al director de tecnología Ivo Clarysse, y al médico asesor el Dr. Daniel Kraft.

## Financiamiento y Ensayos Clínicos
Durante el verano del 2013, Scanadu juntó $1.66 millones de dólares de 8,800 patrocinadores de más de 100 países por medio de Indiegogo. De esos inversionistas, más del 20 por ciento eran profesionales médicos estadounidenses como doctores y enfermeras. Además, Scanadu ha recibido $10.5 millones de dólares adicionales en financiamiento por parte de Relay Ventures, VegasTechFund de Tony Hsieh, Ame Cloud Ventures de Jerry Yang, The Broe Group, Mindful Investors y el grupo Redmile.
Para noviembre del 2013, Scanadu juntó $14.7 millones de dólares. El financiamiento soportara las metas de Scanadu para participar en ensayos clínicos para ganar la aprobación de la FDA y así meter a Scanadu Scout al mercado. También, en noviembre del 2013, Scanadu anunció haber formado un consejo de asesoría médica y conducirá su primer ensayo clínico en el Scripps Translational Science Institute. El estudio del instituto pondrá a prueba la exactitud de Scanadu Scout y se financiará con los contribuyentes en Indiegogo de Scanadu.

## Prensa y premios
Scanadu ha recibido atención de prensa por parte de numerosos blogs y medios de comunicación como The New York Times, The Wall Street Journal, el show de NBC TODAY, Popular Science, The Economist, Fast Company, Forbes, Time, TechCrunch, Wired, y el MIT Technology Review. También ha ganado distintos premios incluyendo:
• Innovaciones de la Feria Internacional de Electrónica de Consumo (CES) 2014 Diseño y Premio de Ingeniería de Salud y Fitness (mención honorífica).
• 2014- Premio de la salud del día a día por la innovación en la categoría del consumidor saludable.
• VentureBeat 26 – Increíbles lanzamientos que tienes que ver 2014.
• CES Mejor innovación del 2013 en la categoría de Electrónicos Personales.
• Empresa del Año por la Salud LinkedIn digital con 14.000+ miembros.
• Historia sobre la salud en 2012 por  Fast Company, segundo lugar.
• Historia Medtech en el 2012 in VentureBeat, décimo lugar.